# Mark Miles
Mark Gerard Miles (ur. 13 maja 1967 w Gibraltarze) – gibraltarski duchowny katolicki, dyplomata watykański, nuncjusz apostolski.

## Życiorys
14 września 1996 otrzymał święcenia kapłańskie i został inkardynowany do diecezji Gibraltaru. W 2000 rozpoczął przygotowanie do służby dyplomatycznej na Papieskiej Akademii Kościelnej. W 2003 rozpoczął służbę w dyplomacji watykańskiej pracując kolejno jako sekretarz nuncjatur: w Ekwadorze (2003-2006) i na Węgrzech (2006-2009). Następnie w latach 2009-2019 był pracownikiem sekcji I watykańskiego Sekretariatu Stanu.
31 sierpnia 2019 został mianowany przez Franciszka stałym obserwatorem Watykanu przy Organizacji Państw Amerykańskich w siedzibą w Waszyngtonie.
5 lutego 2021 papież Franciszek przeniósł go na urząd nuncjusza apostolskiego w Beninie oraz wyniósł do godności arcybiskupa tytularnego Città Ducale. 2 marca 2021 został jednocześnie akredytowany w Togo. Sakrę biskupią otrzymał 25 kwietnia 2020 z rąk sekretarza stanu Stolicy Apostolskiej, kardynała Pietro Parolina.
9 lipca 2024 został mianowany przez papieża nuncjuszem apostolskim w Kostaryce.  